# Ibiracatu
Ibiracatu – miasto i gmina w Brazylii, w stanie Minas Gerais.